# Turysta (singel)
Turysta – singel polskiego piosenkarza i rapera White'a 2115 oraz Blachy, Flexxy oraz Kuqe z albumu studyjnego Rodzinny biznes. Singel został wydany przez wytwórnię SBM Label 4 sierpnia 2022 roku. Tekst utworu został napisany przez Sebastiana Czekaja (White 2115), Patryka Stefańskiego (Blacha), Flexxy, Kuqe.
Nagranie otrzymało w Polsce status poczwórnie platynowego singla, przekraczając liczbę 200 tysięcy sprzedanych kopii.
Singel zdobył ponad 16 milionów wyświetleń w serwisie YouTube (2023) oraz ponad 24 milionów odsłuchań w serwisie Spotify (2023).

## Nagrywanie
Utwór został wyprodukowany przez Stoic Music. Za mix/mastering utworu odpowiada Seek. Tekst do utworu został napisany przez Sebastiana Czekaja (White 2115), Patryka Stefańskiego (Blacha), Flexxy, Kuqe.

## Twórcy
- White 2115, Blacha, Flexxy, Kuqe – wokal i tekst[1][2]
- Stoic Music – produkcja[1]
- Seek – mix/mastering[1]

## Certyfikaty
| Kraj          | Certyfikat         | Sprzedaż |
| ------------- | ------------------ | -------- |
| Polska (ZPAV) | 4× platynowa płyta | 200 000+ |